# Minnesota Vikings

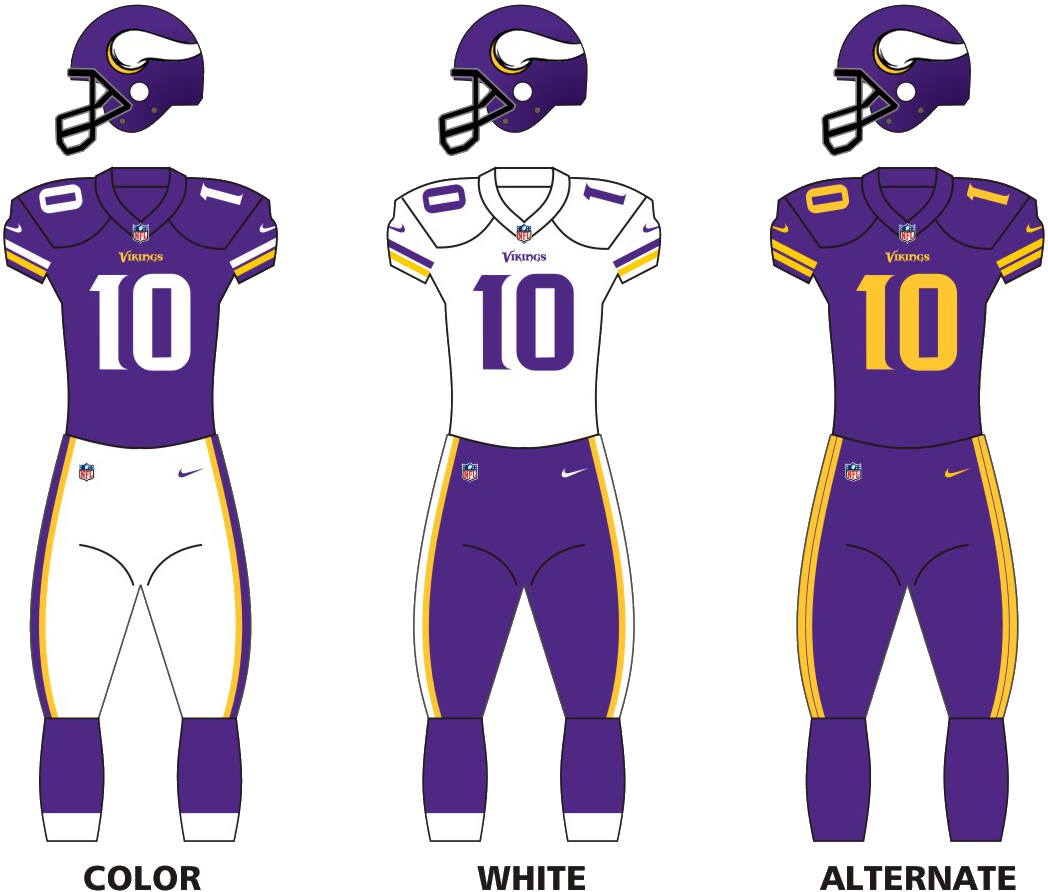

De Minnesota Vikings (of simpelweg de Vikings) is een professioneel American footballteam uit Minneapolis. Ze komen uit in de noorddivisie van de National Football Conference (NFC), wat onderdeel is van de National Football League (NFL). Het team begon in 1961 met spelen in de NFL. De Vikings stonden vier keer in de Super Bowl, maar alle keren werd er verloren.

## Geschiedenis

### Eerste jaren
In 1959 werd de American Football League (AFL) opgericht, met als doel een belangrijke American football-competitie te worden, die de strijd aan kon gaan met de gevestigde NFL. Ook in de hoofdstedelijke regio van Minnesota (de tweelingsteden Minneapolis en Saint Paul) zou een AFL-team geplaatst worden, door Max Winter en zijn zakenpartner Bill Boyer. De NFL probeerde de AFL te ondermijnen door eigenaars van AFL-teams te lokken. Winter en Boyer werd een team in de NFL beloofd en zij gingen daarmee akkoord.
Minnesota zou dus een team in de NFL-krijgen. Wegens een overeenkomst uit de jaren '20 zou ook Ole Haugsrud mede-eigenaar worden van dit team. Op 28 januari 1960 werd het team – net als de Dallas Cowboys – officieel opgericht. In 1961 begonnen de Vikings in de NFL te spelen en in 1964 haalden ze voor het eerst een winning record (meer zeges dan nederlagen) en eindigden ze op een gedeelde tweede plek in de Western Conference. Deze plek deelden ze met de Green Bay Packers, maar omdat de Vikings in de onderlinge duels minder punten hadden gescoord, mochten ze niet meedoen aan de Playoff Bowl, een wedstrijd die van 1960 tot en met 1969 werd gespeeld tussen de nummers twee van elke conference.

### 1967-1969: eerste verloren Super Bowl
In 1967 deelde de NFL beide conferences op in twee divisies. De Vikings kwamen samen met de Chicago Bears, de Detroit Lions en de Green Bay Packers in de Central Division (deze indeling is identiek aan de indeling van hun huidige divisie, de NFC North). Een jaar later wonnen de Vikings de divisie en mochten ze voor het eerst meedoen aan de play-offs. In de strijd om de conference-titel speelden ze tegen de Baltimore Colts, winnaar van de andere divisie in het westen (de Coastal Division). De Vikings verloren hun eerste play-off-wedstrijd (met 24–14) van de Colts, maar konden daardoor wel (als nummer twee van de conference) meedoen aan de Playoff Bowl in Miami. Tegen de Dallas Cowboys verloren de Vikings echter wederom.
In 1969 wonnen de Vikings voor de tweede keer hun divisie. Ditmaal werd de conference – middels een zege op de Los Angeles Rams – wel gewonnen. Vervolgens wonnen de Vikings van de Cleveland Browns in de NFL-finale. Dit gaf het team het recht om te strijden tegen AFL-kampioen Kansas City Chiefs in Super Bowl IV. De Vikings werden van tevoren de favorietenrol toegedicht, maar halverwege hadden ze nog geen punt gemaakt. Uiteindelijk verloren ze met 23–7 van de Chiefs.

### Jaren '70: drie verloren Super Bowls
In 1970 fuseerde de NFL met de AFL. Minnesota bleef in dezelfde divisie als de Bears, Lions en Packers, alleen heette deze nu NFC Central. Net als de vorige jaren wonnen de Vikings in 1970 en 1971 hun divisie, maar in de play-offs verloren ze beide keren hun eerste wedstrijd. Na een minder seizoen in 1972 werden de Vikings de zes daaropvolgende seizoenen elke keer de winnaar van de NFC Central. Drie keer leidde dat tot winst in het NFC Championship en deelname aan de Super Bowl. In tegenstelling tot hun eerste deelname waren de Vikings deze drie keer telkens geen favoriet. Een verrassing bleef echter uit, want in hun tweede deelname in 1973 verloren ze van de Miami Dolphins. Een jaar later waren de Pittsburgh Steelers te sterk en tijdens Super Bowl XI in 1973 verloren de Vikings van de Oakland Raiders. Tijdens die laatste nederlaag behaalden de Vikings wel een mijlpaal, want ze waren de eerste ploeg die viermaal meedeed in de Super Bowl. Ze waren echter ook de eerste ploeg die viermaal de Super Bowl verloor, een negatief record dat pas in 1993 werd geëvenaard (door de Buffalo Bills) en pas in 2013 werd verbroken (door de Denver Broncos).

### Jaren '80 en '90
In de jaren '80 zetten de Vikings wisselvallende resultaten neer. De play-offs werden nog wel regelmatig gehaald, maar vaker dankzij een wild-card, dan dankzij divisiewinst. Ook stond het team maar een keer in het NFC Championship (in 1987), toen ze verloren van de Washington Redskins. Opmerkelijk genoeg speelden de Vikings in die periode drie jaar op rij in de play-offs tegen de San Francisco 49ers. Tijdens de jaren '90 hadden de Vikings een betere periode: van 1991 tot en met 2000 haalden ze nimmer een losing record (meer nederlagen dan zeges) en acht keer kwalificeerden ze zich voor de play-offs. In 1998 deden ze dat met vijftien overwinningen (iets wat nog maar twee keer eerder was gepresteerd) en waren ze favoriet om voor de vijfde keer de Super Bowl te halen. Na een eenvoudige overwinning op de Arizona Cardinals werd er echter verrassend verloren van de Atlanta Falcons. Op een gegeven moment stonden de Vikings met 20–7 voor, maar de Falcons wisten er uiteindelijk 27–27 van te maken. In de verlenging sloegen de bezoekers middels een fieldgoal toe. Het was voor het eerst dat een team de strijd om de NFC-titel alsnog won na een achterstand van dertien punten. Twee jaar later speelden de Vikings voor de zevende maal om de NFC-titel, maar tegen de New York Giants hadden ze geen schijn van kans: de Giants wonnen met 41–0, de grootste zege ooit in een wedstrijd om het NFC-kampioenschap.

### 2000-heden
In 2002 kreeg de NFL er twee divisies bij; in elke conference een. De teams uit de NFC Central kwamen, op de Tampa Bay Buccaneers (lid sinds 1977) na, allemaal in de NFC North. De Vikings hebben zich sindsdien maar vier keer geplaatst voor de play-offs. Alleen in 2009 had het team nog een uitstekend jaar, waarin ze voor de achtste (en tot op 2014 laatste) keer plaatsten voor het NFC Championship. In een gelijkopgaande wedstrijd werden ze echter door de New Orleans Saints na verlenging verslagen.

### Vloek van Ed Thorpe
In 1969 wonnen de Vikings de laatste NFL-titel voordat de competitie fuseerde met de AFL. Van 1934 tot en met toen kreeg de kampioen van de NFL de Ed Thorpe Memorial Trophy, een wisselbeker. Na de fusie werd de Super Bowl de finale van de NFL en werd de bijbehorende Vince Lombardi Trophy de beker voor de NFL-kampioen. De "Ed Thorpe" werd dus niet meer uitgereikt. Omdat het een wisselbeker was zou deze trofee dus in Minnesota moeten zijn, aangezien de Vikings hem als laatste wonnen. Het gerucht gaat echter dat het team de trofee kwijt is en het bijbehorende verhaal is dat er een 'vloek' op de Vikings zou rusten omdat zij de "Ed Thorpe" kwijt zijn geraakt: ze hebben immers elke Super Bowl waarin ze speelden verloren.

## Stadion
De eerste twintig jaar speelden de Vikings in het Metropolitan Stadium in Bloomington, een voorstad van Minneapolis. Vanaf 1982 speelden ze in het Hubert H. Humphrey Metrodome, dat ze deelden met de Minnesota Twins uit de MLB (honkbal). In 2013 werd dit stadion gesloopt: op dezelfde plek zal een nieuw stadion komen die de naam U.S. Bank Stadium draagt, waarin de Vikings vanaf 2016 zullen spelen. In de tussentijd speelt het team twee jaar in het TCF Bank Stadium, het footballstadion van de Universiteit van Minnesota.

## Naam
De naam Vikings werd in 1961 door de toenmalige algemeen directeur aangeraden, omdat het zowel "een agressief persoon met de wil om te winnen" als "de Scandinavische traditie in het noordelijke middenwesten" (bijna een derde van de inwoners van Minnesota is van Scandinavische afkomst) zou vertegenwoordigen.
Toevallig (of juist niet) had het football-team van de highschool van mede-eigenaar Ole Haugsrud ook de bijnaam Vikings en speelden zij – net als de Minnesota Vikings – ook in het paars.

## Resultaten
| Seizoen        | Competitie | Conference | Divisie | Regulier seizoen | Regulier seizoen | Regulier seizoen | Regulier seizoen | Regulier seizoen | Play-offs              | Play-offs              | Play-offs               | Play-offs  |
| Seizoen        | Competitie | Conference | Divisie | Plek             | W                | G                | V                | Pct              | Wild Card              | Divisional Playoff     | Championship            | Super Bowl |
| -------------- | ---------- | ---------- | ------- | ---------------- | ---------------- | ---------------- | ---------------- | ---------------- | ---------------------- | ---------------------- | ----------------------- | ---------- |
| 1961           | NFL        | Western    | Western | 7e               | 3                | 0                | 11               | 0,214            |                        |                        |                         |            |
| 1962           | NFL        | Western    | Western | 6e               | 2                | 1                | 11               | 0,179            |                        |                        |                         |            |
| 1963           | NFL        | Western    | Western | =4e              | 5                | 1                | 8                | 0,393            |                        |                        |                         |            |
| 1964           | NFL        | Western    | Western | =2e              | 8                | 1                | 5                | 0,607            |                        |                        |                         |            |
| 1965           | NFL        | Western    | Western | 5e               | 7                | 0                | 7                | 0,500            |                        |                        |                         |            |
| 1966           | NFL        | Western    | Western | =6e              | 4                | 1                | 9                | 0,321            |                        |                        |                         |            |
| 1967           | NFL        | Western    | Central | 4e               | 3                | 3                | 8                | 0,321            |                        |                        |                         |            |
| 1968           | NFL        | Western    | Central | 1e               | 8                | 0                | 6                | 0,571            | 24–14 @ Colts          | 13–17 v. Cowboys (POB) |                         |            |
| 1969           | NFL        | Western    | Central | 1e               | 12               | 0                | 2                | 0,857            | 23–20 v. Rams          | 27–7 v. Browns         | 23–7 @ Chiefs           |            |
| AFL-NFL merger |            |            |         |                  |                  |                  |                  |                  |                        |                        |                         |            |
| 1970           | NFL        | NFC        | Central | 1e               | 12               | 0                | 2                | 0,857            |                        | 14–17 v. 49ers         |                         |            |
| 1971           | NFL        | NFC        | Central | 1e               | 11               | 0                | 3                | 0,786            | 12–20 v. Cowboys       |                        |                         |            |
| 1972           | NFL        | NFC        | Central | 3e               | 7                | 0                | 7                | 0,500            |                        |                        |                         |            |
| 1973           | NFL        | NFC        | Central | 1e               | 12               | 0                | 2                | 0,857            | 27–20 v. Redskins      | 10–27 @ Cowboys        | 24–7 @ Dolphins         |            |
| 1974           | NFL        | NFC        | Central | 1e               | 10               | 0                | 4                | 0,714            | 30–14 v. Cardinals     | 14–10 v. Rams          | 6–16 v. Steelers        |            |
| 1975           | NFL        | NFC        | Central | 1e               | 12               | 0                | 2                | 0,857            | 14–17 v. Cowboys       |                        |                         |            |
| 1976           | NFL        | NFC        | Central | 1e               | 11               | 1                | 2                | 0,821            | 35–20 v. Redskins      | 24–13 v. Rams          | 14–32 v. Raiders        |            |
| 1977           | NFL        | NFC        | Central | 1e               | 9                | 0                | 5                | 0,643            | 7–14 @ Rams            | 23–6 @ Cowboys         |                         |            |
| 1978           | NFL        | NFC        | Central | 1e               | 8                | 1                | 7                | 0,531            | Vrijstelling           | 34–10 @ Rams           |                         |            |
| 1979           | NFL        | NFC        | Central | 3e               | 7                | 0                | 9                | 0,438            |                        |                        |                         |            |
| 1980           | NFL        | NFC        | Central | 1e               | 9                | 0                | 7                | 0,563            | Vrijstelling           | 31–16 @ Eagles         |                         |            |
| 1981           | NFL        | NFC        | Central | 4e               | 7                | 0                | 9                | 0,438            |                        |                        |                         |            |
| 1982           | NFL        | NFC        | NFC     | 4e               | 5                | 0                | 4                | 0,556            | 30–24 v. Falcons       | 21–7 @ Redskins        |                         |            |
| 1983           | NFL        | NFC        | Central | 4e               | 8                | 0                | 8                | 0,500            |                        |                        |                         |            |
| 1984           | NFL        | NFC        | Central | 5e               | 3                | 0                | 13               | 0,188            |                        |                        |                         |            |
| 1985           | NFL        | NFC        | Central | 3e               | 7                | 0                | 9                | 0,438            |                        |                        |                         |            |
| 1986           | NFL        | NFC        | Central | 2e               | 9                | 0                | 7                | 0,563            |                        |                        |                         |            |
| 1987           | NFL        | NFC        | Central | 2e               | 8                | 0                | 7                | 0,533            | 10–44 @ Saints         | 24–36 @ 49ers          | 17–10 @ Redskins        |            |
| 1988           | NFL        | NFC        | Central | 2e               | 11               | 0                | 5                | 0,688            | 28–17 v. Rams          | 34–9 @ 49ers           |                         |            |
| 1989           | NFL        | NFC        | Central | 1e               | 10               | 0                | 6                | 0,625            | Vrijstelling           | 41–13 @ 49ers          |                         |            |
| 1990           | NFL        | NFC        | Central | 5e               | 6                | 0                | 10               | 0,375            |                        |                        |                         |            |
| 1991           | NFL        | NFC        | Central | 3e               | 8                | 0                | 8                | 0,500            |                        |                        |                         |            |
| 1992           | NFL        | NFC        | Central | 1e               | 11               | 0                | 5                | 0,688            | 7–24 v. Redskins       |                        |                         |            |
| 1993           | NFL        | NFC        | Central | 2e               | 9                | 0                | 7                | 0,563            | 17–10 @ Giants         |                        |                         |            |
| 1994           | NFL        | NFC        | Central | 1e               | 10               | 0                | 6                | 0,625            | 18–25 v. Bears         |                        |                         |            |
| 1995           | NFL        | NFC        | Central | 4e               | 8                | 0                | 8                | 0,500            |                        |                        |                         |            |
| 1996           | NFL        | NFC        | Central | 2e               | 9                | 0                | 7                | 0,563            | 40–15 @ Cowboys        |                        |                         |            |
| 1997           | NFL        | NFC        | Central | 4e               | 9                | 0                | 7                | 0,563            | 22–23 @ Giants         | 38–22 @ 49ers          |                         |            |
| 1998           | NFL        | NFC        | Central | 1e               | 15               | 0                | 1                | 0,938            | Vrijstelling           | 41–21 v. Cardinals     | 27–30 (n.v.) v. Falcons |            |
| 1999           | NFL        | NFC        | Central | 2e               | 10               | 0                | 6                | 0,625            | 27–10 v. Cowboys       | 49–37 @ Rams           |                         |            |
| 2000           | NFL        | NFC        | Central | 1e               | 11               | 0                | 5                | 0,688            | Vrijstelling           | 34–16 v. Saints        | 41–0 @ Giants           |            |
| 2001           | NFL        | NFC        | Central | 4e               | 5                | 0                | 11               | 0,313            |                        |                        |                         |            |
| 2002           | NFL        | NFC        | North   | 2e               | 6                | 0                | 10               | 0,375            |                        |                        |                         |            |
| 2003           | NFL        | NFC        | North   | 2e               | 9                | 0                | 7                | 0,563            |                        |                        |                         |            |
| 2004           | NFL        | NFC        | North   | 2e               | 8                | 0                | 8                | 0,500            | 17–31 @ Packers        | 27–14 @ Philadelphia   |                         |            |
| 2005           | NFL        | NFC        | North   | 2e               | 9                | 0                | 7                | 0,563            |                        |                        |                         |            |
| 2006           | NFL        | NFC        | North   | 3e               | 6                | 0                | 10               | 0,375            |                        |                        |                         |            |
| 2007           | NFL        | NFC        | North   | 2e               | 8                | 0                | 8                | 0,500            |                        |                        |                         |            |
| 2008           | NFL        | NFC        | North   | 1e               | 10               | 0                | 6                | 0,625            | 14–26 v. Philadelphia  |                        |                         |            |
| 2009           | NFL        | NFC        | North   | 1e               | 12               | 0                | 4                | 0,750            | Vrijstelling           | 34–3 v. Cowboys        | 31–28 (n.v.) @ Saints   |            |
| 2010           | NFL        | NFC        | North   | 4e               | 6                | 0                | 10               | 0,375            |                        |                        |                         |            |
| 2011           | NFL        | NFC        | North   | 4e               | 3                | 0                | 13               | 0,188            |                        |                        |                         |            |
| 2012           | NFL        | NFC        | North   | 2e               | 10               | 0                | 6                | 0,625            | 24–10 @ Packers        |                        |                         |            |
| 2013           | NFL        | NFC        | North   | 4e               | 5                | 1                | 10               | 0,344            |                        |                        |                         |            |
| 2014           | NFL        | NFC        | North   | 3e               | 7                | 0                | 9                | 0,438            |                        |                        |                         |            |
| 2015           | NFL        | NFC        | North   | 1e               | 11               | 0                | 5                | 0,688            | 9–10 v. Seahawks       |                        |                         |            |
| 2016           | NFL        | NFC        | North   | 3e               | 8                | 0                | 8                | 0,500            |                        |                        |                         |            |
| 2017           | NFL        | NFC        | North   | 1e               | 13               | 0                | 3                | 0,813            | Vrijstelling           | 29–24 v. Saints        | 38–7 @ Eagles           |            |
| 2018           | NFL        | NFC        | North   | 2e               | 8                | 1                | 7                | 0,531            |                        |                        |                         |            |
| 2019           | NFL        | NFC        | North   | 2e               | 10               | 0                | 6                | 0,625            | 20–26 (n.v.) v. Saints | 27–10 @ 49ers          |                         |            |
| 2020           | NFL        | NFC        | North   | 3e               | 7                | 0                | 9                | 0,438            |                        |                        |                         |            |
| 2021           | NFL        | NFC        | North   | 2e               | 8                | 0                | 9                | 0,471            |                        |                        |                         |            |
| 2022           | NFL        | NFC        | North   | 1e               | 13               | 0                | 4                | 0,765            | 24–31 v. Giants        |                        |                         |            |
| 2023           | NFL        | NFC        | North   | 3e               | 7                | 0                | 10               | 0,412            |                        |                        |                         |            |
| 2024           | NFL        | NFC        | North   | 2e               | 14               | 0                | 3                | 0,824            | 27–9 @ Rams            |                        |                         |            |

| Kleur of afkorting | Betekenis                    |
| ------------------ | ---------------------------- |
| Oranje             | Won NFL-titel voor 1970      |
| Blauw              | Won Conference-titel         |
| Groen              | Won divisie                  |
| Licht groen        | Geplaatst voor play-offs     |
| =1e, =2e, etc.     | Plek ex aequo met ander team |
| Score v.           | Uitslag thuisduel            |
| Score @            | Uitslag uitduel              |

## Eregalerij
Conference-titels (1+3)
1969, 1973, 1974, 1976
Ed Thorpe Memorial Trophy's (1)
1969
Divisie-titels (21)
1968, 1969, 1970, 1971, 1973, 1974, 1975, 1976, 1977, 1978,
1980, 1989, 1992, 1994, 1998, 2000, 2008, 2009, 2015, 2017,
2022
Deelnames play-offs (32)
1968, 1969, 1970, 1971, 1973, 1974, 1975, 1976, 1977, 1978,
1980, 1982, 1987, 1988, 1989, 1992, 1993, 1994, 1996, 1997,
1998, 1999, 2000, 2004, 2008, 2009, 2012, 2015, 2017, 2019,
2022, 2024